# Nedostatky související s pandemií covidu-19

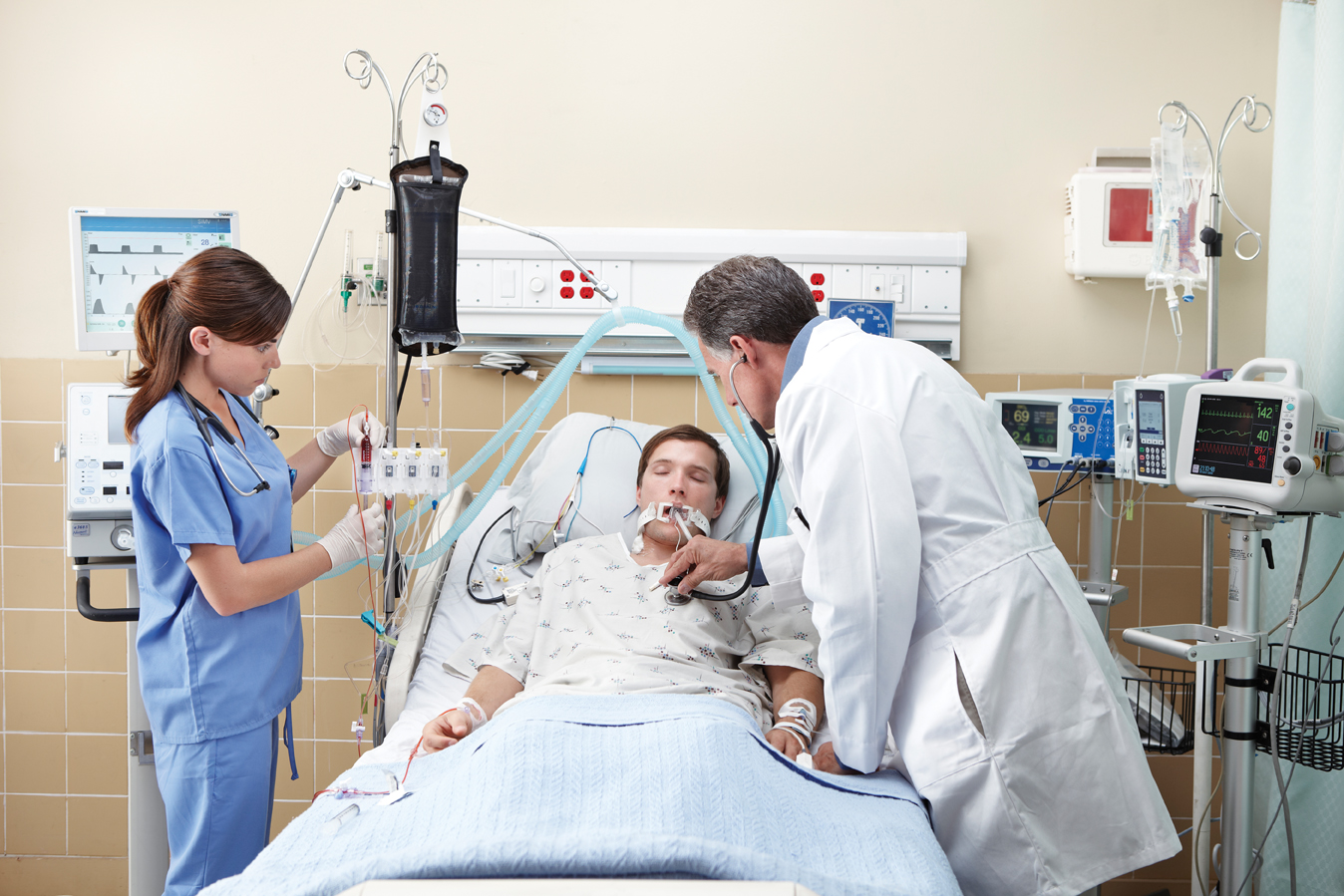
Lékaři na jednotce intenzivní péče

Nedostatek zdravotnického materiálu, výrobního a spotřebního zboží způsobený pandemií covidu-19 se rychle stal celosvětovým problémem, stejně jako přerušení globálního dodavatelského řetězce, což zpochybnilo odolnost dodavatelského řetězce po celém světě. Ve většině zemí byl hlášen nedostatek osobních ochranných prostředků, jako jsou lékařské masky a rukavice, obličejové štíty a dezinfekční prostředky, spolu s nemocničními lůžky, lůžky JIP, přístroji pro kyslíkovou terapii, ventilátory a přístroji ECMO.
Lidské zdroje, zejména zdravotnický personál, mohou být vyčerpány ohromujícím rozsahem epidemie a souvisejícím pracovním zatížením, spolu se ztrátami v důsledku nákazy, izolace, nemoci nebo úmrtí zdravotnických pracovníků. Území jsou na boj s pandemií různě vybavena. Byla přijata různá nouzová opatření k navýšení úrovně vybavení, například nákupy, a zároveň se objevily výzvy k dárcům, místním 3D výrobcům, dobrovolníkům, povinným odvodům nebo zabavení zásob a výrobních linek. Uvádí se, že velkým problémem jsou nabídkové války mezi různými zeměmi a státy o tyto položky, kdy dochází ke zvyšování cen, zabavování objednávek místní vládou nebo jejich rušení prodávající firmou, aby byly přesměrovány k zájemci s vyšší nabídkou. V některých případech bylo zdravotnickým pracovníkům nařízeno, aby o těchto nedostatkových prostředcích nemluvili.
Vzhledem k tomu, že neuspokojená potřeba JIP se odhaduje na přibližně padesátinásobek dostupných lůžek a ventilátorů na JIP ve většině vyspělých zemí, obhájci veřejného zdraví a úředníci vyzvali občany, aby křivku narovnali sociálním odstupem. Zazněly také výzvy ke zvýšení kapacity zdravotní péče navzdory nedostatku.

## Pozadí

### Dlouhodobé a strukturální
Po varováních a zvýšené připravenosti v roce 2000 vedla pandemie prasečí chřipky v roce 2009 k rychlé protipandemické reakci západních zemí. Kmen viru H1N1/09 s mírnými příznaky a nízkou smrtelností nakonec vedl k reakci na přílišnou reaktivitu veřejného sektoru, výdaje a vysoké náklady na vakcínu proti chřipce 2009. V následujících letech nebyly národní strategické zásoby zdravotnického materiálu systematicky obnovovány. Ve Francii byly široce kritizovány výdaje ve výši 382 milionů eur na vakcíny a masky proti H1N1. Francouzské zdravotnické orgány se v roce 2011 rozhodly neobměňovat své zásoby, snížit náklady na pořízení a skladování, více spoléhat na dodávky z Číny a logistiku just-in-time a rozdělit odpovědnost na soukromé společnosti na základě volitelnosti. V roce 2013 byla v zájmu úspory nákladů zákonem přesunuta odpovědnost za zásoby osobních ochranných prostředků (OOP) z francouzské vlády na veřejné a soukromé podniky, které musely plánovat bezpečnost svých pracovníků, aniž by byly zavedeny jakékoli ověřovací mechanismy. Národní výrobci nemohli na tomto novém otevřeném trhu konkurovat cenám čínských výrobců. Bývalý výrobce strategických masek ukončil činnost v roce 2018, zatímco francouzské strategické zásoby se v tomto období snížily z jedné miliardy chirurgických masek v roce 2010 na 150 milionů a 600 milionů masek FFP2 na začátku roku 2020 na nulu. Francie byla označena za případovou studii Juan Branco, autor kritické knihy o vzestupu francouzského prezidenta Emmanuela Macrona k moci, tvrdil, že sobecká snaha o moc a loajalita ve vedení vedou mladé a neokoukané lidi v čele celostátních reforem zdravotnictví prostřednictvím slepé účetní analýzy a řízení. Francie byla uváděna jako případová studie pro země, které nyní zvažují obrat v posledních dvou desetiletích globalizace zdravotnických dodávek s cílem získat nižší okamžité náklady. Stejný přístup byl zvolen ve Spojených státech. Zásoby amerických strategických národních zásob masek používaných proti pandemii chřipky v roce 2009 nebyly doplněny ani Obamovou, ani Trumpovou administrativou. Americký výrobce masek Mike Bowen ze společnosti Prestige Ameritech již několik let upozorňoval, že dodavatelský řetězec masek v USA je příliš závislý na Číně. Jak uvedl Juan Branco pro Francii, bývalý americký prezident Obama odsoudil krátkodobé individualistické myšlení jako negativně ovlivňující rozhodování a připravenost veřejnosti.
Několik veřejných (Světová zdravotnická organizace (WHO), Světová banka, Globální rada pro monitorování připravenosti) a soukromých iniciativ zvýšilo povědomí o pandemických hrozbách a potřebách lepší připravenosti. Od roku 2015 Bill Gates upozorňuje na nutnost připravit se na globální pandemii. Mezinárodní rozdělení a nedostatek vhodné spolupráce omezovaly připravenost. Projekt WHO zaměřený na připravenost na pandemii chřipky měl dvouletý rozpočet 39 milionů USD z rozpočtu WHO na období 2020-2021 ve výši 4. miliardy USD. WHO sice vydává doporučení, ale neexistuje žádný trvalý mechanismus, který by přezkoumával připravenost zemí na epidemie a jejich schopnosti rychlé reakce. Podle mezinárodního ekonoma Rolanda Rajaha sice existují pokyny, ale místní opatření závisí na místní správě. Andy Xie v článku pro South China Morning Post uvedl, že vládnoucí elity, posedlé ekonomickými ukazateli, nedokázaly připravit své komunity na dobře známá rizika pandemií.
Daňové systémy na počátku jednadvacátého století tím, že zvýhodňovaly největší korporace protisoutěžními praktikami a nižší mírou investic do inovací a výroby, zvýhodňovaly korporátní subjekty a zisky korporací, čímž zvyšovaly riziko nedostatku a oslabovaly schopnost společnosti reagovat na pandemii.
První epidemie v Hubei, Itálii a Španělsku ukázaly, že systémy zdravotní péče několika bohatých zemí byly přetíženy. V rozvojových zemích se slabší zdravotnickou infrastrukturou, kyslíkovou terapií, vybavením pro lůžka intenzivní péče a dalšími zdravotnickými potřebami se očekával dřívější nedostatek.

### Okamžité
První příznaky a varování byly způsobeny abnormálním virovým zápalem plic neznámé příčiny v prosinci 2019. Ten měsíc Tchaj-wan vyslal do Wuhanu několik svých lékařů z Centra pro kontrolu nemocí, aby zkontrolovali místní situaci. Po potvrzení vznikající krize a již 31. prosince 2019 začal Tchaj-wan zavádět nefarmakologická opatření, jako jsou kontroly teploty cestujících, sledování GPS, připojení cestovní historie za posledních 15 dní do univerzální národní zdravotnické databáze, uzavření cestovních linek do/z Wuhanu a vytváření zásob osobních ochranných prostředků, jako jsou lékařské masky. Ačkoli byl Tchaj-wan dobře informován a později chválen za mimořádně účinnou ochranu proti viru, nemohl se zapojit do reakcí Světové zdravotnické organizace kvůli dlouhodobé politice pevninské Číny, která Tchaj-wanu brání ve vstupu do WHO a dalších světových organizací. Německo, další vzor v krizi, rovněž očekávalo již leden 2020. Reakce federální vlády Spojených států naproti tomu zůstala po dobu dvou měsíců, až do poloviny března 2020, pasivní, aniž by iniciovala změny ve svých strategických národních zásobách zdravotnického materiálu.
V roce 2019 oznámila Globální rada pro monitorování připravenosti, že pandemický nouzový fond WHO je stále vyčerpán v důsledku epidemie eboly v Kivu v letech 2018-19. Populismus, nacionalismus a protekcionismus ovlivňují geopolitiku, především nastavují dvě hlavní ekonomiky na konfrontační kurz, čímž na světové scéně vzniká vakuum ve vedení.
Když se v lednu 2020 rozšířila epidemie ve Wuhanu, Čína začala blokovat vývoz masek N95, holínek, rukavic a dalších potřeb vyráběných v továrnách na jejím území; organizace blízké čínské vládě ještě v únoru prohledávaly zahraniční trhy s osobními ochrannými prostředky. To způsobilo nečekaný kolaps dodávek pro většinu ostatních zemí, které na ně spoléhaly.
Přetížené zdravotnické služby často odvádějí zdroje od služeb, které ženy potřebují, včetně předporodní a poporodní zdravotní péče a antikoncepce, a zhoršují nedostatečný přístup ke službám sexuálního a reprodukčního zdraví.

## Testy
Nedostatek testů je klíčovým prvkem, který brání úřadům změřit skutečný rozsah současného šíření epidemie. Předvídavé a agresivní strategie testování v Německu a Koreji pomohly snížit naměřenou úmrtnost. Německo začalo vyrábět a skladovat testy na covid-19 již v lednu 2020.

### Diagnostické testy

#### Reagencie
V Irsku a Spojeném království omezil na přelomu března a dubna počet testů nedostatek reagencií. Do března se nedostatečné množství reagencií stalo překážkou pro hromadné testování v Evropské unii (EU), Spojeném království (UK) a Spojených státech (USA). To vedlo některé autory ke zkoumání protokolů přípravy vzorků, které zahrnují zahřívání vzorků při 98 °C (208 °F) po dobu 5 minut, aby se uvolnily genomy RNA pro další testování.
Vláda Spojeného království 1. dubna potvrdila, že od začátku epidemie bylo na koronavirus testováno celkem 2 000 zaměstnanců NHS, ale ministr úřadu vlády Michael Gove uvedl, že kvůli nedostatku chemikálií potřebných pro testování nebylo možné vyšetřit 1 milion zaměstnanců NHS. Goveovo prohlášení popřela Asociace chemického průmyslu, která uvedla, že nedostatek příslušných chemikálií neexistuje a že na schůzce s ministrem obchodu před týdnem se vláda nepokusila zjistit možné problémy s dodávkami.
K nedostatku činidel došlo také ve Spojených státech. Některé nemocnice si vyráběly vlastní reagencie podle veřejně dostupných receptur.

#### Tampony
Obávaný nedostatek tamponů na Islandu byl odvrácen, když se našly zásoby, které překlenuly mezeru, než dorazí další z Číny. V amerických strategických národních zásobách nebyly žádné tampony a USA měly nedostatek, přestože jediný domácí výrobce před pandemií zvýšil v březnu výrobu na 1 milion tamponů denně a vláda mu v květnu financovala výstavbu nové továrny. Nedostatek se objevil také ve Spojeném království, ale byl vyřešen do 2. dubna.

##### Vlastní výroba
Americký Úřad pro kontrolu potravin a léčiv (FDA) vydal licenci na testování slin bez tamponů a další nové designy tamponů, včetně verzí vytištěných 3D tiskem, které se nyní vyrábějí v laboratořích, nemocnicích a dalších zdravotnických zařízeních používajících tampony. V USA jsou nosní tampony pro všeobecné použití zdravotnickými prostředky třídy I a nejsou schváleny úřadem FDA. NIH uvedl, že by se měly řídit požadavky FDA na označování, měly by být vyrobeny v zařízení registrovaném a zařazeném do seznamu FDA a měly by projít veřejně dostupným protokolem o testování bezpečnosti. Materiál musí být rovněž bezpečný; lze použít již schválený autoklávovatelný plast chirurgické kvality. Celý proces vývoje může trvat pouhé dva týdny. Tampony vytištěné na 3D tiskárně zvýšily poptávku po vhodných 3D tiskárnách.
Některé návrhy 3-D tamponů jsou veřejně licencovány pod licencí Creative Commons a jiné jsou patentovány, ale s tím, že soubory pro 3-D tisk jsou během epidemie volně dostupné na vyžádání povoleným zařízením.

## Osobní ochranné prostředky

### Obecné informace
Přestože se převážná většina osobních ochranných prostředků vyrábí v Číně, domácí zásoby byly nedostatečné. Čínská vláda převzala kontrolu nad zásobami od zahraničních podniků, jejichž továrny toto zboží vyráběly. Vláda vedená komunistickou stranou zabavila zásoby společnosti Medicon, jejíž tři továrny tyto prostředky v Číně vyráběly. Údaje čínské celní správy ukazují, že od 24. ledna do 29. února bylo dovezeno přibližně 2 miliardy kusů materiálu pro prevenci a tlumení epidemií, včetně 2 miliard masek a 25 milionů kusů ochranných oděvů v hodnotě 8 miliard jüanů (1 miliarda USD). Tisk informoval, že China Poly Group spolu s dalšími čínskými společnostmi a státními podniky hrála důležitou roli při prohledávání zahraničních trhů s cílem získat pro Čínu nezbytné zdravotnické potřeby a vybavení. Společnost Risland (dříve Country Garden) obstarala 82 tun zásob, které byly následně letecky přepraveny do Wuhanu. Společnost Greenland Holdings rovněž obstarala velkoobjemové dodávky zdravotnického spotřebního materiálu, jako jsou chirurgické masky, teploměry, antibakteriální ubrousky, dezinfekční prostředky na ruce, rukavice a paracetamol, které byly odeslány do Číny. Hromadné nákupy spotřebního materiálu na velkoobchodní a maloobchodní úrovni čínskými společnostmi na pomoc svým krajanům doma přispěly k nedostatku výrobků v západních zemích, kde tyto čínské společnosti působí. Australský premiér Scott Morrison 24. března oznámil omezení těchto aktivit.
Vzhledem k tomu, že celosvětové zásoby osobních ochranných prostředků jsou nedostatečné, a v návaznosti na tato čínská opatření Světová zdravotnická organizace (WHO) v únoru 2020 doporučila minimalizovat potřebu osobních ochranných prostředků prostřednictvím telemedicíny; fyzických bariér, jako jsou průhledná okna; umožnit vstup do místnosti s pacientem s covidem-19 pouze těm, kteří se podílejí na přímé péči; používat pouze osobní ochranné prostředky nezbytné pro konkrétní úkol; pokračovat v používání stejného respirátoru bez jeho odstranění při péči o více pacientů se stejnou diagnózou; monitorovat a koordinovat dodavatelský řetězec osobních ochranných prostředků; a nedoporučovat používání masek u bezpříznakových osob.

### Problémy s kvalitou zhoršují nedostatek
Na přelomu března a dubna 2020, kdy byly západní země zase závislé na dodávkách masek a dalšího vybavení z Číny, obvinili evropští politici, např. šéf diplomacie EU Josep Borrell, Čínu z měkké mocenské hry s cílem ovlivnit světové mínění. Také některé dodávky zaslané do Španělska, Turecka a Nizozemska byly odmítnuty jako vadné. Nizozemské ministerstvo zdravotnictví vydalo 21. března rozhodnutí o stažení 600 000 obličejových masek od čínského dodavatele, které řádně neseděly a jejichž filtry nefungovaly tak, jak měly; španělská vláda zjistila, že 60 000 z 340 000 testovacích souprav od čínského výrobce přesně netestovalo covid-19. Čínské ministerstvo zahraničí reagovalo, že zákazník by měl „překontrolovat návod, aby se ujistil, že si objednal, zaplatil a distribuoval správné. Nepoužívejte nechirurgické masky pro chirurgické účely“. V polovině května Evropská komise pozastavila objednávku 10 milionů čínských masek určených pro členské státy a Spojené království poté, co dvě země oznámily, že obdržely nevyhovující výrobky. Masky objednal výkonný orgán EU a měly být distribuovány v šesti týdenních dávkách. Poté, co byla první várka 1 milionu masek distribuována do 17 z 27 členských států a do Británie, Polsko uvedlo, že 600 000 kusů, které obdrželo, nemělo evropské certifikáty ani nesplňovalo potřebnou normu. Mluvčí Komise pro zdravotnictví Stefan De Keersmaecker přislíbil, že provede šetření a přijme nezbytná opatření.
Do dubna 2020 studie odhalily, že značné procento osob s koronavirem bylo bez příznaků, což umožnilo viru se nepozorovaně šířit. CDC proto doporučila „nošení látkových pokrývek obličeje na veřejnosti, kde je obtížné udržet jiná opatření sociálního odstupu“.

### Dezinfekční prostředky
V mnoha oblastech se vyprodaly zásoby dezinfekčních prostředků na ruce, což způsobilo zdražení. V reakci na to začali pivovarníci a lihovarníci vyrábět dezinfekční prostředky na ruce.

### Ochranné pomůcky
Ve Spojených státech byl nedostatek takových rozměrů, že se některé zdravotní sestry v jedné newyorské nemocnici uchýlily k nošení pytlů na odpadky jako alternativě nedostupného ochranného oděvu. Vzhledem k nedostatku tradičních ochranných pomůcek se malé podniky po celých Spojených státech přeorientovaly na výrobu provizorních ochranných pomůcek, často vytvořených prostřednictvím iniciativ open source designu, v rámci kterých výrobci věnují pomůcky nemocnicím. Příkladem je intubační bezpečnostní box COVID-19, který poprvé použily nemocnice na Tchaj-wanu, což je akrylová kostka umístěná přes trup infikovaného pacienta s otvory, které umožňují intubaci a extubaci ventilátorem a zároveň minimalizují riziko kontaminovaných kapének pro zdravotnické pracovníky.
Televize CNBC uvedla, že platforma elektronického obchodu Amazon zakázala prodej obličejových masek N95 ve jménu zdražování; nedostatek ochranných pomůcek N95 se stal ještě závažnějším. Třetí strana Amazonu, společnost Golden Tree Supply, se obrátila na kanadskou platformu elektronického obchodu Shopify, aby pokračovala v dodávkách obličejových masek N95 obyvatelům Spojených států.
V březnu britská asociace lékařů (The Doctors' Association UK) uvedla, že nedostatek byl zakrýván zastrašujícími e-maily, hrozbami disciplinárních opatření a ve dvou případech posíláním domů z práce. Někteří lékaři byli disciplinárně potrestáni poté, co se manažeři rozčílili nad materiály, které zveřejnili na internetu a které se týkaly nedostatku chirurgických masek, brýlí, kukel a zejména plášťů v mnoha nemocnicích britské Národní zdravotní služby. Ministr pro komunity Robert Jenrick 18. dubna oznámil, že do Velké Británie míří z Turecka 400 000 ochranných plášťů a dalších osobních ochranných prostředků. O den později se jejich dodání zpozdilo; to vedlo vedoucí představitele nemocnic poprvé během pandemie k přímé kritice vlády. Zásilka dorazila na istanbulské letiště na cestě do Velké Británie dva dny poté, co ministři prohlásili, že se osobní ochranné prostředky v zemi objeví. Z objednávky dorazilo pouze 32 000 kusů (méně než desetina), přestože NHS složila 22. dubna zálohu na zajištění jejich příjezdu. Nakonec musely být všechny vráceny do Turecka, protože nesplňovaly standardy NHS.
V červenci zakázala americká celní a pohraniční ochrana (CBP) výrobky malajsijské společnosti Top Glove a její dceřiné společnosti TG Medical kvůli údajnému porušování práv pracovníků, včetně „dluhového otroctví, nadměrných přesčasů, zadržování identifikačních dokladů a špatných pracovních a životních podmínek“. Většina světových dodávek rukavic pochází z Malajsie.

### Obličejové masky
Viz také: „Ztráty na zdraví“: Chirurgická maska, Látková obličejová maska a Obličejové masky během pandemie covidu-19.

#### Časná epidemie v Číně
Jak se epidemie zrychlovala, na pevninském trhu byl kvůli zvýšené poptávce veřejnosti nedostatek obličejových masek. V Šanghaji museli zákazníci stát téměř hodinu ve frontě, aby si mohli koupit balení obličejových masek; zásoby byly vyprodány za další půlhodinu. Hromadění zboží a zdražování vedlo ke zvýšení cen, a proto regulátor trhu prohlásil, že bude takové jednání potlačovat. V lednu 2020 byly zavedeny cenové kontroly všech obličejových masek v obchodech Taobao a Tmall. Podobně postupovaly i další čínské platformy elektronického obchodování, například JD.com, Suning.com a Pinduoduo; na prodejce třetích stran se vztahovaly cenové limity a na porušitele sankce.

#### Národní zásoby a nedostatek
V roce 2006 bylo do amerických strategických národních zásob přidáno 156 milionů masek v očekávání chřipkové pandemie. Poté, co byly použity proti chřipkové pandemii v roce 2009, Obamova ani Trumpova administrativa tyto zásoby neobnovily. K 1. dubnu byly americké strategické národní zásoby téměř vyprázdněny.
Ve Francii se výdaje spojené s H1N1 v roce 2009 zvýšily na 382 milionů eur, především na zásoby a vakcíny, což bylo později kritizováno. V roce 2011 bylo rozhodnuto nedoplňovat zásoby a více spoléhat na dodávky z Číny a logistiku just-in-time. V roce 2010 zahrnovaly její zásoby 1 miliardu chirurgických masek a 600 milionů masek FFP2; na začátku roku 2020 to bylo 150 milionů, resp. nula. Zatímco zásoby byly postupně snižovány, v roce 2013 byl v racionální zprávě uveden cíl snížit náklady na pořízení a skladování a nyní toto úsilí rozdělit mezi všechny soukromé podniky jako nepovinný osvědčený postup k zajištění ochrany jejich pracovníků. To se týkalo zejména masek FFP2, jejichž pořízení a skladování je nákladnější. Vzhledem k tomu, že pandemie covidu-19 ve Francii si vybírala stále větší daň na zdravotnických zásobách, docházely zásoby masek a osobních ochranných pracovních prostředků a vyvolávaly celostátní pobouření. Podle francouzského prezidenta Emmanuela Macrona potřebuje Francie 40 milionů masek týdně. Francie nařídila svým několika zbývajícím továrnám vyrábějícím masky, aby pracovaly na nepřetržité směny a zvýšily národní výrobu na 40 milionů masek měsíčně. Francouzští zákonodárci zahájili vyšetřování minulého hospodaření s těmito strategickými zásobami.
V souvislosti s pandemií covidu-19 v roce 2020 a rozsáhlými stížnostmi zdravotních sester a dalších zdravotnických pracovníků na nedostatek masek N95 a řádných protokolů podala National Nurses United, největší organizace registrovaných zdravotních sester ve Spojených státech, více než 125 stížností na úřady Úřadu pro bezpečnost a ochranu zdraví při práci (OSHA) v 16 státech, které obviňují nemocnice z nedodržování zákonů nařizujících bezpečné pracoviště, na němž by měly být sestrám poskytovány masky N-95.
Světová zdravotnická organizace (WHO) vyzvala 3. března 2020 průmysl a vlády, aby zvýšily výrobu o 40 %, aby se vyhovělo celosvětovým požadavkům, a 6. dubna 2020 vydala také dokument s doporučeními pro racionální používání osobních ochranných prostředků. Tento dokument byl určen pro pracovníky ve zdravotnictví a v komunitním prostředí, včetně manipulace s nákladem. Tento problém globálního nedostatku osobních ochranných prostředků se brzy stal předmětem zájmu zainteresované veřejnosti. Akademici z podobných organizací, jako je Science Foundation Ireland, zkoumali, jak můžeme najít řešení a tomuto nedostatku v budoucnu předejít. Současně byly zahájeny nezávislé iniciativy a online platformy, jako je Needed.com PPE Needed[nedostupný zdroj], které měly poskytnout okamžité řešení. UNICEF rovněž podnikl kroky ke zmírnění tohoto současného rizika a předvídání krátkodobých dopadů covidu-19, stejně jako přístupu k dodavatelům osobních ochranných prostředků.

#### Soutěž o dodávky
Země jako Velká Británie, Francie, Německo, Jižní Korea, Tchaj-wan, Čína, Indie a další zpočátku reagovaly na epidemii omezením nebo zákazem vývozu zdravotnického materiálu, aby ochránily své občany, včetně zrušení objednávek, které již jiné země zajistily. Německo zablokovalo vývoz 240 000 masek směřujících do Švýcarska a podobné zásilky zastavilo také do Středočeského kraje. Jedna francouzská společnost, Valmy SAS, byla nucena zablokovat objednávku na osobní ochranné prostředky, které měly být zaslány do Spojeného království, poté, co zástupce společnosti ve Spojeném království sdělil CNN, že objednávku zablokovali celní úředníci na francouzském pobřeží. Turecko zablokovalo zásilku ventilátorů, kterou od turecké společnosti zakoupily dvě regionální španělské vlády, s odkazem na riziko nedostatku doma při zadržování ventilátorů; 116 ventilátorů bylo později uvolněno.
Když se pandemie začala zhoršovat, vlády začaly používat taktiku silné ruky, včetně dokonce skrytých prostředků, aby získaly zdravotnický materiál potřebný k boji proti koronaviru, a to buď zaplacením větší hotovosti za přesměrování, nebo zabavením takového vybavení. Slovenský premiér Peter Pellegrini uvedl, že vláda připravuje hotovost v hodnotě 1 milionu eur (1 milion dolarů) na nákup masek od smluvního čínského dodavatele. Poté uvedl: „Nejdříve tam však přišel obchodník z Německa, který za zásilku zaplatil více a koupil ji.“. Ukrajinský zákonodárce Andrij Motovylovec také uvedl, že „naši konzulové, kteří jezdí do továren, nacházejí své kolegy z jiných zemí (Rusko, USA, Francie, Německo, Itálie atd.), kteří se snaží získat naše zakázky. Platili jsme předem bankovním převodem a podepsali smlouvy. Ale oni mají více peněz, v hotovosti. O každou dodávku musíme bojovat.“ Sanmarinské úřady uvedly, že zařídily bankovní převod dodavateli ve švýcarském Luganu, aby zaplatil za půl milionu masek, které se mají rozdělit s italskými sousedy. Kamion však přijel prázdný, protože jeden nebo několik neznámých zahraničních kupců nabídlo místo toho více.
Německo odebralo 830 000 chirurgických masek, které přicházely z Číny a byly určeny pro Itálii. Italským úřadům se sice podařilo Německo přesvědčit, aby je vydalo, v Německu však zabavené masky vůbec nikdo nenašel. 1. Milion obličejových masek, které měly být dodány ze Španělska do Slovinska, zabavili němečtí agenti. Francouzští strážci zabavili nákladní automobily plné 130 000 obličejových masek a krabic se sanitárními prostředky směřujícími do Velké Británie, což britská vláda označila za „opovrženíhodný čin“. Italská celní policie unesla přibližně 800 000 dovážených masek a jednorázových rukavic, které měly být odeslány do Švýcarska.
Italské noviny 22. března uvedly, že 680 000 obličejových masek a ventilátorů, které si objednala z Číny, zabavila policie České republiky. Provedla protipašeráckou operaci, při níž zabavila vybavení ze skladu soukromé společnosti v severočeských Lovosicích. Podle českých úřadů představoval dar z Číny jen něco málo přes 100 000 masek. Česká vláda poslala 110 000 kusů do Itálie jako kompenzaci. Není jasné, jak se masky dostaly do Lovosic. Agentuře AFP to řekl český ministr zahraničí Tomáš Petříček: „Lovosice nejsou zcela na cestě z Číny do Itálie.“
Valérie Pécresseová, regionální poradkyně Île-de-France, tvrdila, že někteří Američané při agresivním hledání zásob učinili asfaltové nabídky na zásoby masek - na dohled - čekajících na naložení do transportérů a zaplatili trojnásobek ceny v hotovosti. Server Politico Europe však toto francouzské tvrzení označil za „nepodložené“ a velvyslanectví USA v Paříži uvedlo, že „vláda Spojených států nenakoupila žádné masky určené k dodání z Číny do Francie. Zprávy, které tvrdí opak, jsou zcela nepravdivé.“
Berlínský politik Andreas Geisel 3. dubna obvinil americké agenty, že si z letiště v Bangkoku přivlastnili zásilku 200 000 obličejových masek vyrobených firmou 3M a určených pro berlínskou policii. Tato tvrzení se však ukázala jako nepravdivá, neboť společnost 3M prozradila, že „nemá žádné záznamy o objednávce dýchacích masek z Číny pro berlínskou policii“, a berlínská policie později potvrdila, že zásilka nebyla zabavena americkými orgány, ale byla prý pouze zakoupena za výhodnější cenu, o níž se všeobecně věřilo, že pochází od německého prodejce nebo z Číny. Toto odhalení pobouřilo berlínskou opozici, jejíž šéf parlamentní frakce CDU Burkard Dregger obvinil Geisela, že „záměrně uvádí Berlíňany v omyl“, aby „zakryl vlastní neschopnost získat ochranné prostředky“. Expert FDP na vnitro Marcel Luthe řekl: „Velká jména mezinárodní politiky, jako je berlínský senátor Geisel, svalují vinu na jiné a vyprávějí o americkém pirátství, aby posloužila protiamerickým klišé.“ Server Politico Europe uvedl, že „Berlíňané si berou příklad přímo z Trumpovy příručky a nenechávají fakta, aby stála v cestě dobrému příběhu“. Deník Guardian rovněž uvedl, že „neexistuje žádný pádný důkaz, že Trump [ani žádný jiný americký představitel] tuto [německou] loupež schválil“.